# Martenotovy vlny

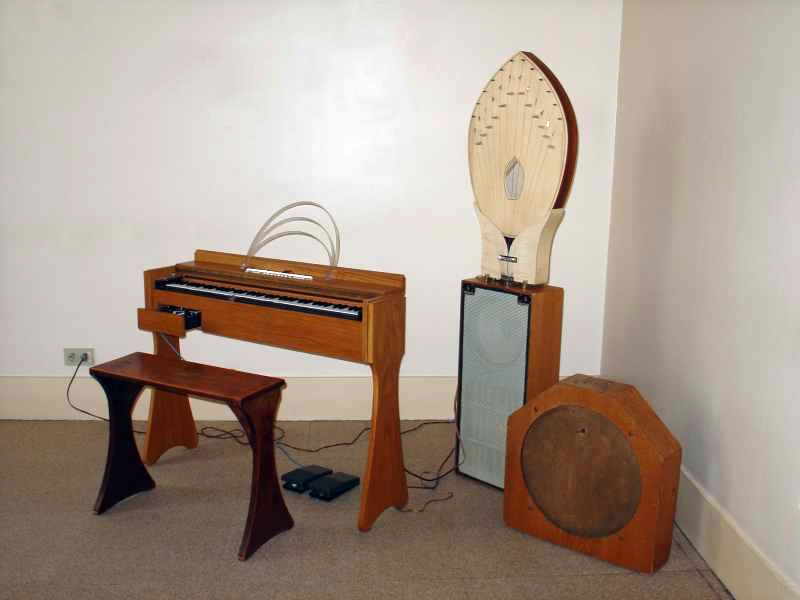
Martenotovy vlny

Martenotovy vlny jsou monofonní elektronický hudební nástroj. Řada jazyků přebírá původní francouzský název ondes Martenot. Hráč na Martenotovy vlny se označuje ondista.
Nástroj vynalezl francouzský hudební pedagog a radioamatér Maurice Martenot (1898–1980), jenž se inspiroval setkáním s vynálezcem thereminu, Lvem Sergejevičem Těrmenem, v roce 1923. Martenot svůj nástroj poprvé veřejně předvedl 20. dubna 1928 v Pařížské opeře. Stejně jako theremin jsou i Martenotovy vlny založeny na principu záznějového oscilátoru, jehož výstup lze měnit pomocí elektronických filtrů. Elektronický klávesový nástroj o rozsahu 7 oktáv se ovládá pravou rukou pomocí klaviatury nebo pomocí prstenu, který vytváří glissando a je navlečen na drátu, který běží paralelně s klaviaturou. V raných verzích nástroje byla hra ovládána pouze prstenem, klávesnice byla používána pouze pro vizuální orientaci. Levou rukou může hráč upravovat hlasitost a ovlivňovat barvu tónu pomocí filtrů.
Martenotovy vlny jsou považovány za nejrozšířenější z raných elektronických hudebních nástrojů. Využívali je významní skladatelé, zejména francouzští, včetně Oliviera Messiaena, Dariuse Milhauda, Arthura Honeggera, André Joliveta, Charlese Koechlina a Edgarda Varèse. Nástroj také posloužil pro tvorbu filmové hudby (skladatelé Maurice Jarre, Elmer Bernstein). Ruční sériová výroba byla přerušena v roce 1988 a teprve v roce 2001 byl znovu postaven nástroj podle původních specifikací.